# 東禅寺 (徳島県石井町)
東禅寺（とうぜんじ）は、徳島県名西郡石井町にある真言宗大覚寺派の寺院である。山号は摩尼山。院号は長嚴院。本尊は阿弥陀如来。四国三十六不動霊場10番札所。

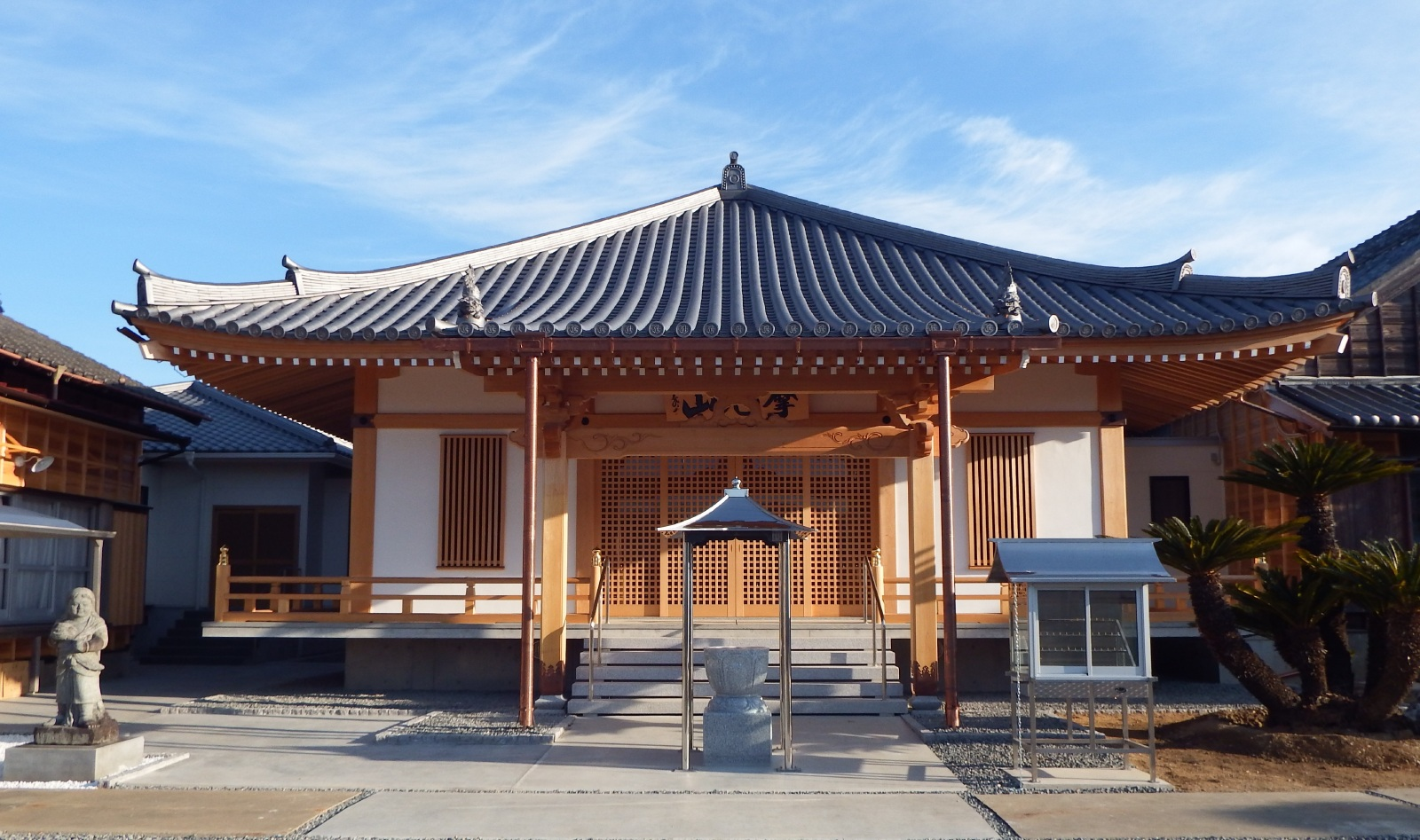
本堂

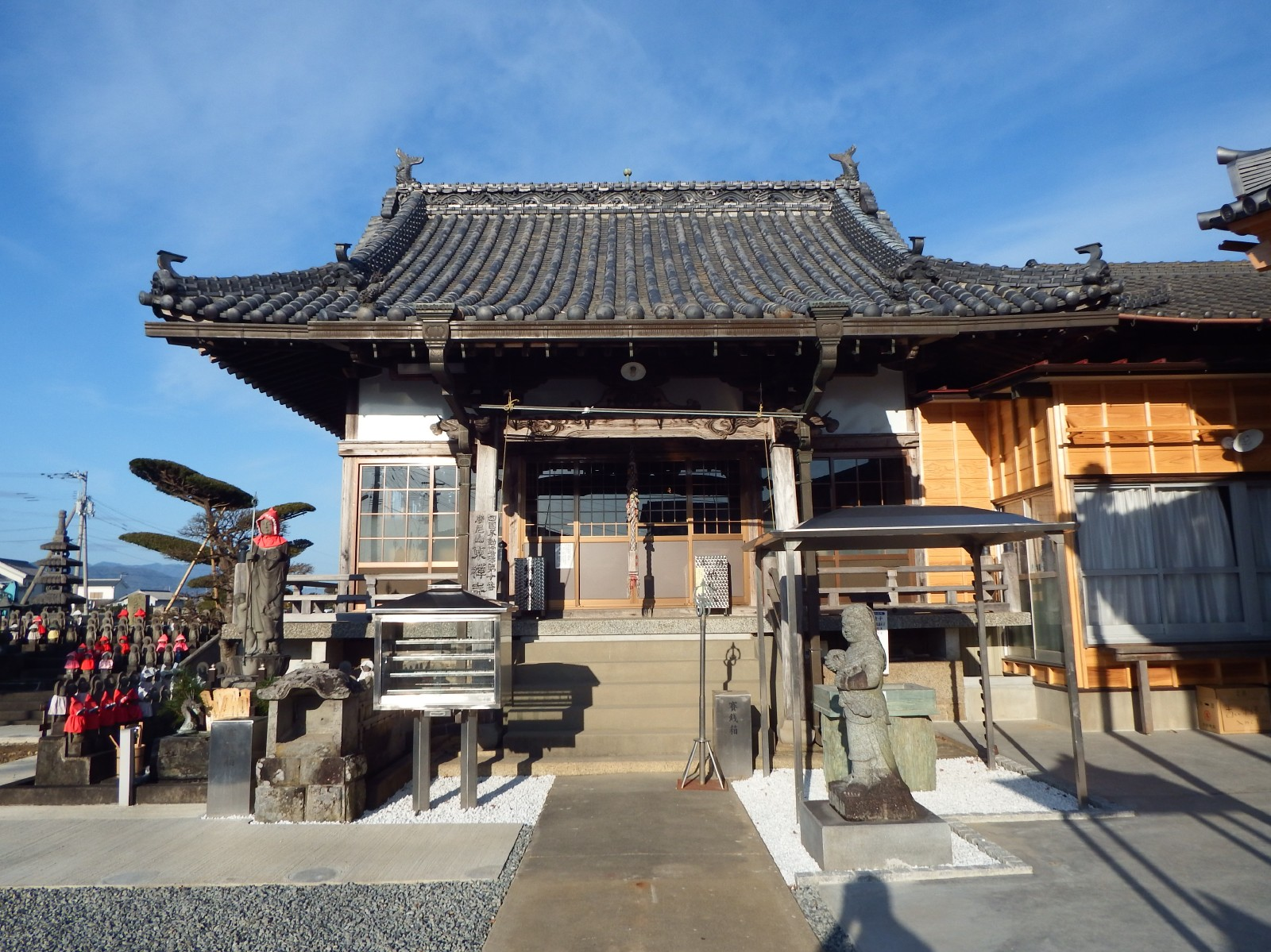
不動堂

## 歴史
南北朝時代の創建と伝わり、慶長年間の地検帳には東前寺の名で記載されている。不動堂に鎮座の不動明王は1905年（明治38年）に成田山新勝寺より分体を勧請し「南島のお不動さん」と親しまれている。

## 境内
- 本堂：阿弥陀三尊が本尊で、令和2年3月に新築落慶された。
- 不動堂：本尊は秘仏の不動明王、前立の不動明王が見える。

## 交通
- JR徳島線「石井駅」より車で約5分。

## 前後の札所
四国三十六不動霊場
9番 明王院 --(24km)-- 10番 東禅寺 --(4km)-- 11番 童学寺